# جامعة يريفان الطبية الحكومية
جامعة يريفان مختار هيراتسي الطبية (YSMU، الأرمنية: Երեվանի Մխիթար Հերացու անվան Պետական Բժշկական Համալսարան)، هي الجامعة الطبية الرائدة في أرمينيا. وهي تقع في العاصمة يريفان.

## التاريخ
في 31 يناير 1920، افتتحت جامعة أرمينيا الشعبية في جمهورية أرمينيا الأولى في ألكسندروبول، بحضور رئيس الوزراء ألكسندر خاتيشيان ووزير الثقافة والتعليم العام نيكول أغباليان. في أكتوبر من نفس العام، صدر قرار من وزير التعليم آنذاك جيفورج غزاريان بإنشاء كلية الطب في الجامعة. ومع ذلك، بسبب الظروف السياسية، لم يتم تنفيذ الخطة أبداً. أصبحت أرمينيا جمهورية في ديسمبر 1920.
في عام 1920، تأسست كلية الطب في يريفان من قبل حكومة أرمينيا.
في 25 مايو 1989 تم تسمية جامعة يريفان الطبية على اسم الطبيب الأرمني في القرن الثاني عشر مختار هراتسي.

## الحرم الجامعي
يقع حرم الجامعة الطبية في وسط المدينة، شارع كوريون. لديها أربعة مبان: الرئيسية، الإدارية، المختبرات، والتشريحية.
YSMU تحتل المجمعات مستشفى اثنين، حيث يحصل الطلاب قيمة، تجربة حقيقية للحياة. «مجمع مستشفى هراتسي» N1  ومستشفى «مورتسان» الجامعي  يوفران للطلاب فرصة للحصول على خبرة في العيادات والعيادات الشاملة والمختبرات ومراكز التشخيص.
تقع صالة النوم المشتركة في مكان قريب حتى يتمكن الطلاب من الوصول إلى الجامعة بسهولة وسرعة. تم تجهيز جميع الغرف بالملحقات الضرورية. يوجد كافيتريا ومختبر كمبيوتر وغرف أخرى متاحة للقراءة والاجتماعات والمناقشات.

## التنظيم والإدارة
ويتم إدارة جامعة يريفان الحكومية الطبية بها تشريعات جمهورية أرمينيا وميثاق الجامعة، على أساس الحكم الذاتي، جنبا إلى جنب مع مبادئ الإدارة الوحيدة والزمالة.
الهيئات الإدارية في الجامعة والمجلس، رئيس الجامعة، والمجلس العلمي، وإدارة الجامعة. يتألف المجلس من 32 عضوًا، ويتكون من أساتذة الجامعات والطلاب وممثلين عن الحكومة الأرمنية ووزارة التعليم والعلوم. تتمثل الأهداف الأساسية لمجلس الجامعة في اختيار رئيس الجامعة، وتطوير الجامعة بالإضافة إلى الاتجاهات الرئيسية للتعاون الدولي، مع عرض المستطيل. كما يناقش مجلس الإدارة ويوافق على ميزانية الجامعة.
حالياً، YSMU ستة كليات: كلية الطب، كلية طب الأسنان، كلية الصيدلة، كلية الطب العسكري، كلية الصحة العامة، كلية الدراسات العليا والتعليم المستمر. رئيس كل كلية هو العميد. تقوم لجان الكلية بإدارة كل منها. تقارير عميد لنائب رئيس الجامعة، والذي بدوره التقارير إلى رئيس الجامعة. والعميد الحالي هو أرمين موراديان، ورئيس مجلس الإدارة هو أرمين آشوتيان.

## أكاديميون

### القبول
كلية الطب بجامعة يريفان الحكومية وقبول الطلبة في التخصصات التالية: الطب، طب الأسنان، الصيدلة، العمل الطبية في القوات المسلحة، والرعاية الصحية، طب الأسنان.
تقبل الجامعة المتقدمين الذين لديهم ثانوي (كامل)، والتعليم المهني الثانوي يحمل الجنسية الأرمنية والأجنبية. لا يوجد أي قيود عمرية. ينبغي على مقدمي الطلبات إعطاء امتحانات القبول للفيزياء (مكتوب)، «الكيمياء» (كتب)، «علم الأحياء» (كتابة). لديهم الحق في اختيار 2 من الموضوعات الثلاثة المذكورة. يتم تأكيد نتائج اختبارات القبول من قبل قرار لجنة القبول.
يجب على الطلاب الأجانب إجراء اختبار تأهيل وإرسال النتائج مع الوثائق الأخرى المطلوبة إلى الجامعة.

### البرامج
مدة البرنامج التعليمي المستمر والمتكامل لدرجة البكالوريوس ست سنوات في الطب العام وكليات الطب العسكرية وخمس سنوات في كلية طب الأسنان. مدة برنامج تأهيل البكالوريوس هي أربع سنوات في كلية الصيدلة.
يتم تقديم درجة الماجستير في التخصصات التالية:
- الطب
- الصحة العامة والرعاية الصحية
- الصيدلة
- العمل الطبي في القوات المسلحة

مدة برنامج درجة الماجستير في «العمل الطبي،» «العمل الطبية في القوات المسلحة» هي لمدة سنتين. في «الصحة العامة والصحة العامة» هو 1,5 سنوات، وسنة واحدة في الصيدلة.
لمزيد من التخصص، وطالب لديه الخيارات التالية لدراسات ما بعد التخرج: التدريب والإقامة السريرية والتدريب المهني المستمر (EMS). مدة التدريب هي 11 شهراً ويتم تنفيذها في «طبيب الممارسة العامة» و «طبيب الأسنان» و «الصيدلة» وفقاً للبرامج ذات الصلة. يتم إعطاء خريجي جامعة يريفان الطبية الدولة فرصة لتخطي التدريب والتخصص في برامج الإقامة السريرية.

### البحوث
مؤسسة ليس فقط مركزا رئيسيا للتعليم والصحة ولكن أيضا لديه إمكانات علمية كبيرة، والتي يمكن أن تصبح مصدرا للترويج لمزيد من التطوير الصندوق. كلية المؤسسة لديها 689 موظف بدرجة علمية، بما في ذلك 165 الأطباء من العلوم، 524 مرشحا. اعتبارا من شهر ديسمبر عام 2016، 28 طلاب الدراسات العليا و 96 المتقدمين تنفيذ الأنشطة البحثية في الصندوق.

### التعاون والعلاقات الدولية
تمتلك جامعة يريفان الطبية الحكومية عضوية في العديد من المنظمات الدولية، مثل:
جمعية تعليم الأسنان في أوروبا (ADEE)
الرابطة الدولية للجامعات (IAU)
الاتحاد الدولي لطلاب كلية الطب (IFMSA)
الاتحاد الدولي لطلبة الصيدلة (IPSF)
الاتحاد الدولي لرابطة طلاب طب الأسنان (IFDSA)
شبكة سانتاندير SGroup (SGroup)
كما يتم تضمين ذلك في برنامج التعليمي والعلمي الدولي مثل تاسيس-تيمبوس والبنك الدولي. تم التوقيع على اتفاقيات التعاون ومراجعتها بين جامعة وايز أم سي ومختلف الجامعات الطبية المعروفة في رابطة الدول المستقلة وأوروبا وآسيا الوسطى والولايات المتحدة، بما في ذلك:
- جامعة أرسطو، اليونان
- كلية طب جامعة بوسطن، الولايات المتحدة الأمريكية
- قصر العيني، مصر
- شاريتيه (برلين)، ألمانيا
- كلية الأطباء والجراحين بجامعة كولومبيا، الولايات المتحدة الأمريكية
- مدرسة الطب في جامعة ديفيد غيفين (كاليفورنيا)، الولايات المتحدة الأمريكية
- إرنست فون برغمان كلينيكوم، بوتسدام، ألمانيا
- معهد جراحة الأعصاب في جورجيا، كلية الطب في جامعة ميرسر، الولايات المتحدة الأمريكية
- مجلس محافظة جونكوبينغ، السويد
- الجامعة الحرة في بروكسل، بلجيكيا
- المعهد الطبي المفتوح، المؤسسة الأمريكية النمساوية
- الجامعة الطبية الوطنية للبحوث الطبية تحمل اسم N.I. بيروغوف
- أكاديمية ستافروبول الطبية الحكومية، روسيا
- جامعة تبليسي الطبية الحكومية، جورجيا
- جامعة القلب المقدس الكاثوليكية، روما، إيطاليا
- مستشفى جامعة دوسلدورف، هاينريش هاين يونيفيرسيتيت دوسلدورف
- جامعة لوبيك، وبيك / مركز الأبحاث بروستيل، ألمانيا
- جامعة مونستر، ألمانيا
- جامعة رينيه ديكارت باريس

وقد اكتمل عدد كبير من الطلاب على المدى القصير والتدريب على المدى الطويل في الخارج، بما يعزز إلى حد كبير تعليم القادة في هذه الفترة من العولمة والتدويل.

### المكتبات
تعد مكتبة جامعة YSMU واحدة من أكثر المكتبات اتساعًا في أرمينيا وتضم أكثر من 65000 كتاب مدرسي وأدب مهني. هناك مجموعة غنية من المواد البحثية والأكاديمية من المكتبة الطبية. تتجدد الكتب والأدبيات المهنية ويعمل به من تأليف أعضاء هيئة التدريس وكتيبات الجامعة التي يتم الحصول عليها من مختلف البلدان. المجلات البحثية المتخصصة والمجلات هي دائما ما يصل إلى التاريخ. وهناك أيضا مكتبة إلكترونية تضم المواد الدراسية والاختبارات ووالاستبيان، والتي تتوفر لكل من الطلاب والمهتمين.

## الناس

### الطلاب / الطلاب الأجانب
أكثر من 7000 طبيب مستقبلي يدرسون حاليا في الجامعة. 24٪ من هؤلاء الطلاب هم طلاب دوليون من 26 دولة في جميع أنحاء العالم. وتشمل هذه الدول الولايات المتحدة وروسيا وألمانيا والهند وإسرائيل وكندا وإيران والعراق وجورجيا وبريطانيا واليونان وكازاخستان وتركمانستان وفنزويلا وسوريا وسنغافورة واستراليا وبولندا، السويد، الصين، فرنسا، الأردن، قبرص ولبنان وسريلانكا.
الرسوم الدراسية تختلف بدرجات مختلفة. طلاب الجامعات لديهم فرصة فريدة لتلقي مختلف المنح الدراسية الاسمية. يدعى بعض من المنح الاسمية الشهيرة بعد مختيار هراتي، روبن سيفاك، ألبرت ميربيتيان. هناك أيضًا منح دراسية قدمتها مؤسسة الشباب الأرمنية، وعائلة توربانجيان، وعائلة بحر إيجه، والجمعية الأرمنية لمؤسسة الطلاب الأرمن.

### أعضاء هيئة التدريس والموظفين
الجامعة لديها أكثر من 1100 أستاذ. فهي مسؤولة عن إلقاء المحاضرات الطبقات، وتقديم المشورة على حد سواء طلاب الدراسات العليا والجامعية، فضلا عن إجراء البحوث الأصلية. 171 من المحاضرين هم الأطباء من العلوم، 504 - المرشحين العلم. سبعة من الأكاديميين في RA NAS يؤدون العمل العلمي والتربوي في الجامعة. هذه الإمكانات العلمية القوية لها دور جاد في تطوير الطب والعلوم ذات الصلة في أرمينيا. [9]

### أطباء شرف بجامعة يريفان الطبية الحكومية
تم منح «جائزة الطبيب الفخري للجامعة» من جامعة YSMU لأشخاص متميزين ومميزين.
- توم كاتينا- طبيب في جبال النوبة في السودان، والفائز بجائزة أورورا[16]
- الأميرة الأردنية دينا ميرد - المدير العام لمؤسسة الحسين للسرطان (مؤسسة الحسين للسرطان)، رئيسة اتحاد الدولي لمكافحة السرطان، والأميرة الأردنية[17]

- بايرون سينغ شيخاوات - الهندي نائب الرئيس السابق [18]

- هاغوبكانتارجيان- أستاذ هاغوب كانتارجيان من جامعة تكساس مركز اندرسون للسرطان[19]

- أغوب بديكين - البروفيسور البروفيسور أغوب بديكين من مركز جامعة تكساس أندرسون للسرطان [20]
- آرون سيشانوفر- عالم أحياء إسرائيلي وحاصل على جائزة نوبل في الكيمياء [21]

- كلاوس بيتر هيلريغيل، رئيس جمعية برلين للسرطان، أمين وعضو مجلس إدارة الجمعية الألمانية لأمراض الدم والأورام[22]
- نيرمال غانغولي- رئيس معهد جواهر من الدراسات العليا التعليم الطبي[23]
- ليو بوكيرا- أمراض القلب، جراح القلب، أستاذ، أكاديمي، رئيس المركز العلمي باكيوليف جراحة القلب والأوعية الدموية، روسيا Russia[24]
- فيليب جينتي- عالم في مجال تشخيص ما قبل الولادة، مؤسس تخطيط صدى القلب قبل الولادة [25]
- إدغار هاوسبيان- جراح أعصاب مشهور، بروفسور [26]
- ليفون نازريان - أستاذ ونائب رئيس قسم الأشعة ومسؤول برنامج الإقامة في مستشفى توماس جيفرسون الجامعي في فيلادلفيا[27]
- ليونيد روشال - رئيس مجلس إدارة صندوق العالمية للجمعيات الخيرية لمساعدة الأطفال في الكوارث والحروب، الخبير لمنظمة الصحة العالمية[28]

### الخريجين البارزين
خلال تاريخها الطويل والغني، وعدد كبير من خريجي YSMU نجحت سواء في المجالات الأكاديمية وغيرها، مثل السياسة والفن. خريجينا العشرات من الوزراء ونواب الوزراء، ومئات من مديري المستشفيات في أرمينيا والعلماء في الخارج، معروفة والأطباء. 5 نواب، بما في ذلك رئيس الجمعية الوطنية لأرمينيا، خريجي كلية الطب بجامعة يريفان الحكومية. كان العديد من وزراء الصحة في ASSR من خريجي جامعة YSMU: سيميون لازاريف، بابكين أستاتساتريان (1927)، ستيبان تشومارتيان (1930)، أرميناك خريمليان (1930)، زاخاري ناريمانوف (1947)، إميل غابريليان (1954)، ارتوش أزناوريان (1964). كان لدى وزارة الرعاية الصحية في جمهورية أرمينيا عشرة وزراء تخرجوا من جامعة YSMU: مهران نازاريتان (1962-1967)؛ آرا بابليان (1965-1971)؛ جاجيك ستامبولتسيان (1975-1980)، هايك نيكوجوسيان (1973-1978)؛ أرارات مكرتشيان (1973-1978)؛ نوراير دافيدان (1966-1972)؛ هاروتيون كوشكيان (1974-1980)؛ ديرينيك دومانيان (1972-1978)؛ أرمين موراديان (1989-1995)، ليفون ألتونيان (1979-1985). وزير أرمينيا السابق للتربية والعلوم، أرمين آشوتيان، هو أيضا من خريجي YSMU. وزير شؤون الرياضة والشباب الحالي هوراشيا روستوميان هو طالب في جامعة YSMU في الفترة من 1998 إلى 2006.
- أرا بابلان - رئيس الجمعية الوطنية لأرمينيا[29]
- ليفون بادليان - أخصائي الأعصاب لدى الأطفال، مؤسس أول قسم للأعصاب عند الأطفال في الاتحاد السوفيتي [30]
- باجرات اليكيان- جراح القلب، رئيس الجمعية العلمية الروسية لجراحي الأوعية الدموية وطبيب الأشعة التداخلية [31]
- إيفريك أفريكان- بكتريولوجي، نائب سابق لرئيس جمعية عموم الاتحاد لعلم الأحياء الدقيقة (USSR)[32]
- أرامايز غريغوريان- جراح، أستاذ الطب، جامعة موسكو الطبية الأولى، السكرتير العلمي السابق لجمعية جميع الجراحين بالاتحاد، اتحاد الجمهوريات الاشتراكية السوفياتية [33]
- جورجن باشينيان - رئيس قسم الطب الشرعي، جامعة موسكو الحكومية للطب وطب الأسنان، قائد ومنفذ فحص طب شرعي الأسنان لتحديد بقايا أسرة القيصر الروسي نيكولاس الثاني ورفاقه [34]
- باغرات سركسيان - رئيس قسم الطب الشرعي، أستاذ الطب، جامعة ألتاي الطبية الحكومية، روسيا [35]
- ليف بيروزيان - عالم فيزيائي طبي سوفياتي. عضو مراسل في أكاديمية العلوم في اتحاد الجمهوريات الاشتراكية السوفياتية[36]
- صمويل بادليان - مدير مركز أمراض النساء والمسالك البولية في سيراكيوز، نيويورك [37]
- إميل جابريليان - أخصائي علم الأدوية والجراح، وزير الصحة الأرمينية الاشتراكية السوفياتية [38]
- إيفان جيفورجيان - رئيس قسم الجراحة في معهد يريفان الطبي الحكومي من 1952 إلى 1979[39]
- فيجن باكشاينيان- رئيس مركز زراعة القوقعة، المركز القومي لأبحاث السمع وإعادة التأهيل السمع، موسكو، روسيا[40]
- ألا جريجوريان - المدير الطبي لبرنامج زراعة الكبد، جامعة كنتاكي، لكسنجتون، الولايات المتحدة الأمريكية. أستاذ مساعد في الطب[41]
- كريستينا سيمونيان - مديرة بحوث الحنجرة، كلية الطب بجامعة هارفارد[42]
- كارين سركسيان- رئيس البنك الحيوي غراتس، كلية الطب بجامعة غراتس (المدير العلمي لBioPersMed)[43]
- روزان ج. كارباختسيان - أستاذ مشارك في علم الأمراض، كلية ألبرت أينشتاين للطب وحضرت أخصائي علم الأمراض في مركز مونتيفيوري الطبي[44]
- بيلا قوشاريان - السيدة الأولى السابقة في أرمينيا
- رافايل ميناسبيبيان - رئيس قطاع الأعمال «السينما والتلفزيون. إنتاج ، إيجار ، توزيع» في شركة غازبروم-ميديا القابضة JSC[45]
- روبن جاجينيان - رئيس مجلس إدارة شركة التلفزيون والإذاعة العامة في أرمينيا
- فاهان أرتسروني - الأرمني موسيقي الروك، مغني وملحن وفنان
- غاريك مارتيروسيان - ممثل كوميدي، مضيف تلفزيوني، ممثل
- بهاراث ريدي - الممثل السينمائي الهندي، طبيب القلب